# 191e groupe de reconnaissance de division d'infanterie
Le 191e Groupe de Reconnaissance de Division d'Infanterie (191e GRDI) est une unité militaire française de la seconde Guerre mondiale.

## GRCA et GRDI
Les groupes de reconnaissance des corps d’armée (GRCA) et des divisions d’infanterie (GRDI) formés par des escadrons mixtes de cavalerie (motorisée et hippomobile) ont été créés par note de l’état major de l’armée le 6 mai 1923, pour assurer aux grandes unités (corps d’armée, divisions d’infanterie, régions fortifiées) :
- La recherche du renseignement
- La prise de contact avec l’ennemi
- La sûreté

## Organisation
De type spécial Levant, le 191e GRDI était composé de :
- un état major et le peloton de commandement,
- un escadron hors rang (EHR),
- groupe d’escadrons hippomobile :
  - 1er escadron à cheval,
  - 2e escadron à cheval.
- l'escadron d'automitrailleuses (équipé de White modèle 1917[2]),
- un peloton de mitrailleuses,
- un peloton de canons de 25.

Le 191e GRDI est affecté à la 191e DI, sous les ordres du général Sarrade, qui comprend également le 12e régiment de tirailleurs tunisiens, le 16e régiment de tirailleurs tunisiens, le 24e régiment d'infanterie coloniale (ex-régiment mixte d'infanterie coloniale du Levant), un groupe du 41e régiment d'artillerie coloniale, un groupe du 80e régiment d'artillerie nord-africaine et divers services. 

## Historique
- 5 octobre 1939 : Création du 191e GRDI avec un escadron du 1er RSM, le 2e escadron du 8e groupe d'automitrailleuses et un escadron de Tcherkesses. La mise en place a lieu au dépôt de cavalerie d'Alep et à celui du 1er régiment de spahis marocains[1].

Le 1er juillet 1940, 50 spahis à cheval du 1er régiment de spahis commandés par le capitaine Paul Jourdier rejoignent la France libre en Égypte.